# Camnago Volta
Camnago Volta (Camnagh in dialetto comasco, AFI: [kamˈnaːk]) è un quartiere del comune di Como. 

## Origini del nome
"Camnago" è un chiaro toponimo celtico: kanxmanakon o kamminakon significa "campo del sentiero". 
Nonostante altre teorie facciano derivare il termine "Camnago" da "canneto", il toponimo appare essere una corruzione di "campo", come avvalorato dalla presenza, negli Statuti di Como del 1335, di un tal Johanolus da Campnago. 

## Storia
Il piccolo centro abitato di Camnago appartenne da sempre al territorio di Como, al cui interno viene attestato come inserito nella pieve di Zezio Inferiore con il nome di "Comune de Camenago".
Inserito nella stessa pieve anche all'interno dello Ducato di Milano, nel 1751 Camnago comprendeva anche i "cassinaggi" di "Molino del Refreggio", "Molino del Sasso", "Molino del Mari", "Cassina Campora" e "Molino di Campora". Un censimento effettuato lo stesso anno attesta che a quel tempo il comune di Camnago non fosse infeudato, e che per la redenzione fosse tenuto al pagamento quindicennale alla città di Como (che a sua volta versava l'importo alla regia Camera del Ducato).
Nell'età napoleonica il comune di Camnago venne soppresso e aggregato alla città di Como, recuperando l'autonomia con l'istituzione del Regno Lombardo-Veneto.
All'Unità d'Italia (1861) il comune di Camnago contava 422 abitanti. L'anno successivo il comune assunse la nuova denominazione di Camnago San Martino, sostituita dopo pochi mesi dalla denominazione definitiva di Camnago Volta, in onore del celebre fisico qui vissuto dal 1819 al 1827 e ivi sepolto.
Il comune di Camnago Volta venne aggregato nel 1943 al comune di Como.

## Monumenti e luoghi d'interesse

### Architetture religiose

#### Chiesa di Santa Cecilia
Già in cura ai frati dell'eremo di San Donato, la Chiesa di Santa Cecilia funge da parrocchiale dal 1654.  Internamente, spiccano una Crocifissione (XVI secolo) dipinta ad olio e una pala raffigurante Santa Cecilia con San Carlo.

#### Oratorio di San Francesco in Ravanera
L'oratorio di Ravanera, dedicato a San Francesco d'Assisi, è un edificio ad aula unica con volte a vela. Già attestato durante la visita pastorale del vescovo Francesco Bonesana del 23 settembre 1703, venne costruito tra i secoli XVI e XVII come cappella della famiglia Odescalchi. All'interno spicca una pittura del XVII secolo raffigurante il santo a cui lo stesso oratorio è dedicato.

### Architetture civili

#### Tomba di Alessandro Volta
Tomba di Alessandro Volta (1831), tempietto in stile neoclassico introdotto da due lampioni a metano (anch'esso scoperto da Volta). Il portale d'accesso del tempietto è presidiato da due statue scolpite da Luigi Argenti e raffiguranti, rispettivamente, la fede e la scienza.. Altre statue, tra cui un busto realizzato da Giovan Battista Comolli, sono poste a corredo del sarcofago marmoreo che alloggia le spoglie di Alessandro Volta.

#### Villa di Campora
Villa di Campora, già appartenuta ad Alessandro Volta e ai suoi avi, che l'avevano comprata nel 1546. A Filippo, padre del celebre inventore, si deve la realizzazione della cappella di San Filippo Neri (1737), situata nell'ala sinistra della dimora.

#### Altre architetture civili
- Villa Borsi Franchi[24] (XVIII secolo)[24], casa d'infanzia di Giovannina Franchi[19].

- Villa Cusani, nota anche come "Salesianum", sita in via Rienza 51[24]

- Mulino Beretta,[25] già attestato nel 1720[13]

- Ricostruzione di una fornace (XX secolo)[26]

## Società

### Evoluzione demografica

#### Prima dell'unità d'Italia
- 1751: 140 abitanti[3]
- 1771: 206 abitanti[3]
- 1799: 228 abitanti[3]
- 1805: 247 abitanti[3]
- 1853: 414 abitanti[3]
- 1859: 419 abitanti[3]

#### Dopo l'unità d'Italia
Abitanti censiti fino all'incorporazione nel comune di Como

Abitanti censiti all'interno del comune di Como:
- 1981: 1065
- 1991: 954
- 2001: 1115
- 2008: 1442

## Infrastrutture e trasporti
Fra il 1912 e il 1955 la località era servita da una fermata posta lungo la Tranvia Como-Erba-Lecco.